# Carrer de la Tapineria (Barcelona)
El Carrer de la Tapineria és un carrer de Barcelona, el qual sembla que inicialment fou anomenat xapins o xapiners (el nom dels artesans que elaboraven els tapins, una mena de sandàlies de suro folrat de cuir i roba que usaven antigament les dones casades en el segle xv). Popularment també se l'anomenava carrer dels Coixos, ja que es veu que molts sabaters ho eren i també els de fina costura que s'hi van establir (aquests especialment dedicats al mercat femení entre la noblesa). Es deia que les dames, quan es casaven, canviaven les sabatilles per tapins.

## Muralla i torres romanes
El carrer ressegueix la muralla romana: el llenç que forma el mur posterior de la Casa de la Canonja amb el seu gran sòcol i la cornisa. Hi trobem també una torre de planta poligonal, la qual formava l'angle nord de la Bàrcino romana. Aquesta enorme torre encara conserva, a la part superior, petites finestres de mig punt i una finestra romànica biforada, que va ésser oberta entre finals del segle xii i principis del xiii. La Pia Almoina la feia servir de celler i rebost.
Al costat de la torre hi ha un altre tros de façana romànica, possiblement del segle xii, la qual corona el mur amb dos finestrals amb arcs bessons.

## Carrer de l'Infern

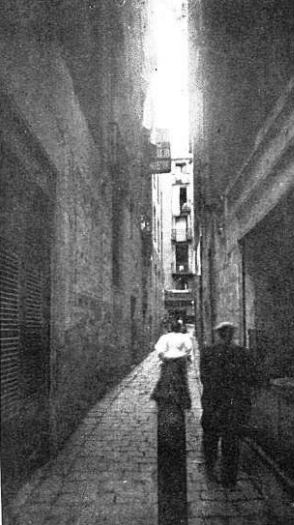
Carrer de l'Infern (1908)

Quan es va obrir i urbanitzar la Via Laietana, també es van enderrocar els carrerons del barri de la Tapineria, entre els quals es trobava aquest carrer.
La llegenda diu que, en el carrer de l'Infern, hi vivia un camperol que fou condemnat a pagar un deute que ja havia pagat, però que no disposava del rebut corresponent. Mentre anava a cerca algú que li deixés diners, es va trobar un jove molt ben vestit que li va prometre que l'ajudaria, però en donar-se les mans per segellar el pacte el camperol va perdre el sentit. Quan per fi va recobrar-lo, a la paret hi va veure unes ombres en moviment entre les quals hi havia l'home que li exigia els diners mentre amagava el rebut sota una tina. Li va preguntar el seu nom, i aquell li va respondre que era el diable, per la qual cosa ell va sortir corrents al carrer, el carrer de l'Infern. Quan ho va explicar als seus veïns tots el van prendre per boig, però ell finalment va poder recuperar els seus diners en trobar el rebut dintre de la tina.

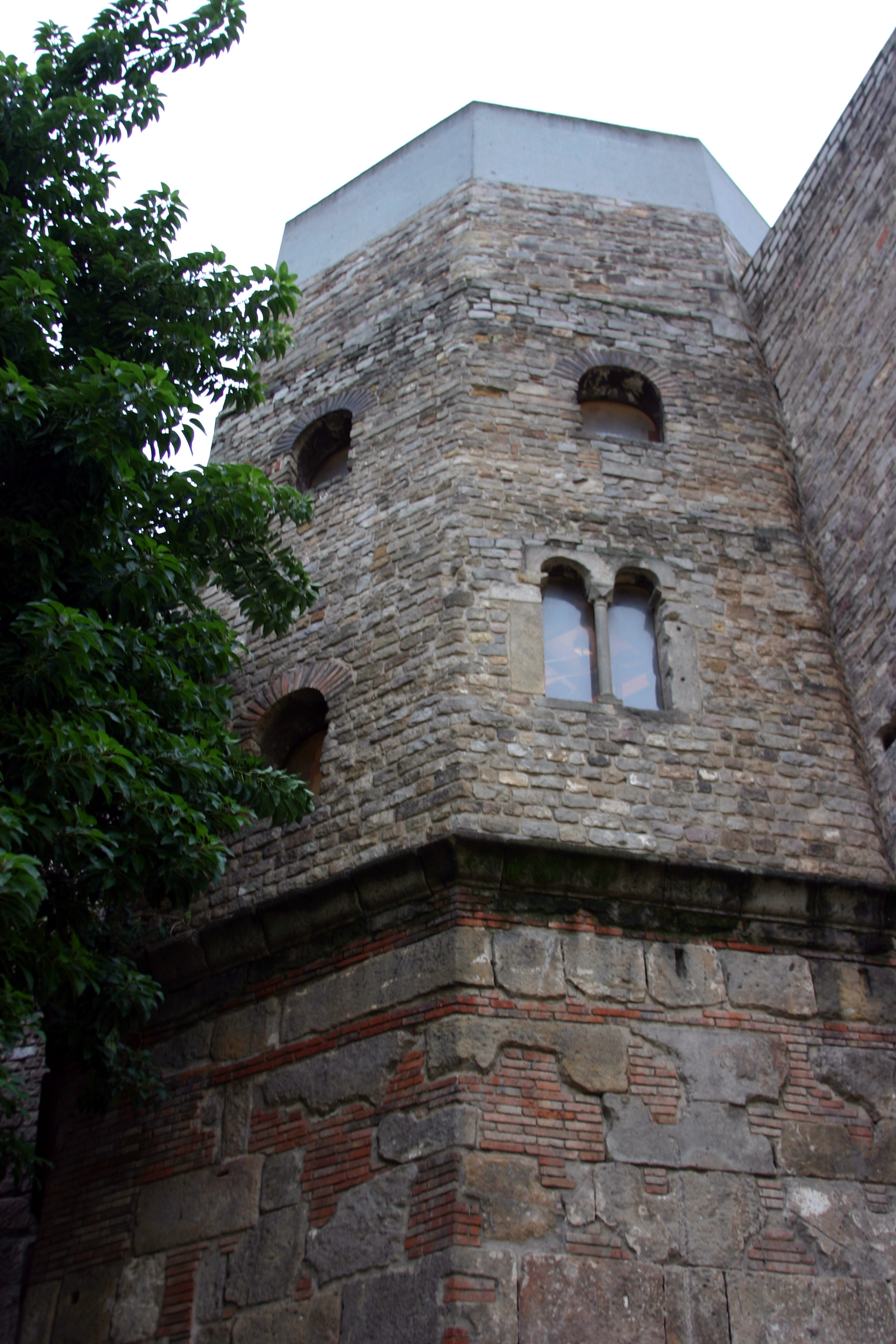
Torre de la muralla romana al carrer de la Tapineria, darrere la Pia Almoina

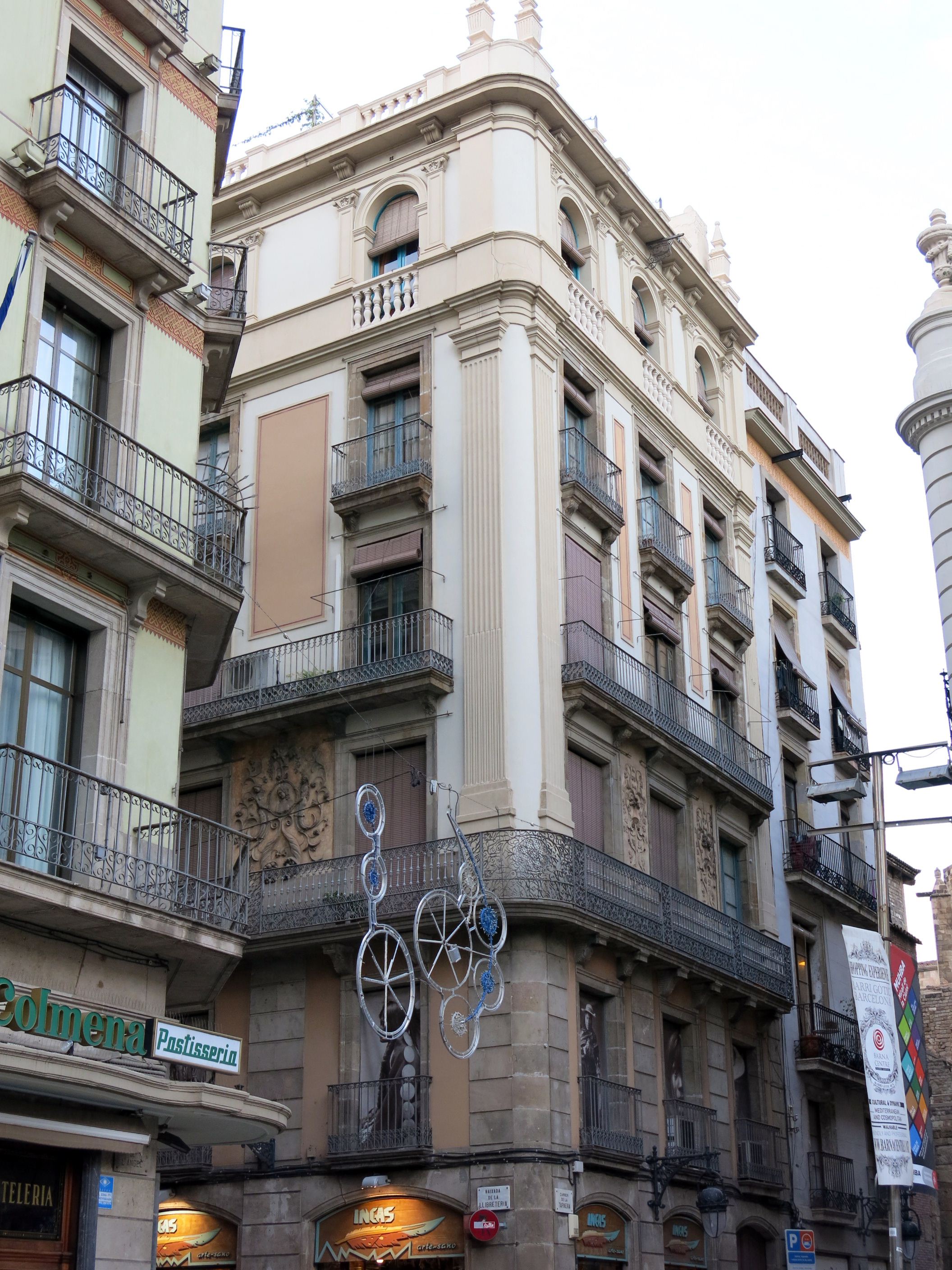
Casa Baulés, a la cantonada del carrer de la Tapineria amb la baixada de la Llibreteria, des de la plaça de l'Àngel